# Smektyty

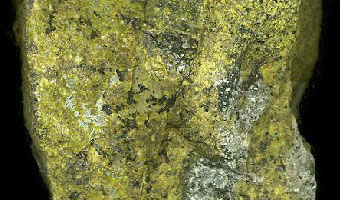
Nontronit – minerał z grupy smektytu

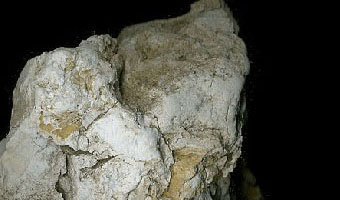
Montmorillonit – minerał z grupy smektytu

Smektyty (montmorillonity) – grupa minerałów ilastych, składniki skał osadowych i gleb.
Minerały grupy smektytu, dawniej nazywane montmorillonitami (od nazwy jednego z minerałów), należą do klasy krzemianów warstwowych o budowie pakietowej, składającej się z dwóch warstw tetraedrycznych i zawartej między nimi warstwy oktaedrycznej (nazwy warstw pochodzą od kształtu luk w sieci krystalicznej). Warstwy w pakiecie połączone są silnymi wiązaniami jonowo-atomowymi. W przestrzeniach międzypakietowych występują kationy wymienne i niewielkie ilości wody. Odległości między pakietami są zmienne – zależą głównie od ilości zaadsorbowanej wody. Zawierają krzemiany glinu, magnezu, żelaza, wapnia, sodu oraz adsorbowaną w przestrzeniach międzypakietowych wodę, powstałą przez hydrotermalne przeobrażenie wulkanitów i skał magmowych, w tym skaleni i piroksenów, którym towarzyszą resztki materiału piroklastycznego, reprezentowane przez minerały takie jak sanidyn, biotyt, kwarc, minerały ciężkie, a także szkliwo wulkaniczne, opal i zeolity, które często powstają w procesach wietrzenia.
Minerały grupy smektytu występują w bardzo drobnoziarnistych frakcjach. Twardość od 1 do 2 w skali Mohsa, gęstość na ogół od 2 do 3 g/cm³.
Minerały grupy smektytu mają specyficzne właściwości, np.: podatność na dyspergowanie wodą, zdolność wymiany jonowej kationów i sorpcji substancji organicznych, zdolność pęcznienia oraz tworzenia zawiesin tiksotropowych, które przez długi czas nie ulegają sedymentacji.
Do minerałów grupy smektytu należą m.in. montmorillonit, nontronit, saponit, beidellit. Są wykorzystywane do oczyszczania produktów spożywczych, np. olejów roślinnych, w przemyśle chemicznym, w wiertnictwie do płuczek.